# 맥스 와그너
맥스 와그너(Max Wagner, 1901년 11월 28일 ~ 1975년 11월 16일)는 미국의 배우, 작곡가, 피아노 연주자, 텔레비전 배우이다.

## 방송
- 보난자
- 딜론 보안관

## 영화
- 포 포 텍사스 (1963년)
- 알라바마 이야기 (1962년)
- 리버티 벨런스를 쏜 사나이 (1962년)
- 아다 (1961년)
- 선라이즈 앳 캠포벨로 (1960년)
- 오션스 일레븐 (1960년)
- 페리 메이슨 (1957년)
- 저것이 파리의 등불이다 (1957년)
- 걸 인 더 레드 벨벳 스윙 (1955년)
- 내일없는 우정 (1955년)
- 에덴의 동쪽 (1955년)
- 고릴라 앳 라지 (1954년)
- 회상 속의 연인 (1954년)
- 더 파머 테이크 어 와이프 (1953년)
- 화성에서 온 침입자 (1953년)
- 파크 로우 (1952년)
- 빅 스카이 (1952년)
- 발티모어의 모험 (1949년)
- 포획 (1949년)
- 더 뷰티풀 브론드 프럼 배쉬풀 벤드 (1949년)
- 레드 포니 (1949년)
- 거짓 편지 (1948년)
- 포제스트 (1947년)
- 딕 트레이시 대 큐볼 (1946년)
- 비코즈 오브 힘 (1946년)
- 마사 아이버스의 위험한 사랑 (1946년)
- 좀비 온 브로드웨이 (1945년)
- 웨어 두 위 고 프럼 히어? (1945년)
- 잃어버린 주말 (1945년)
- 베니를 위한 훈장 (1945년)
- 캔트 헬프 싱잉 (1944년)
- 모간 크리크의 기적 (1944년)
- 트루 투 더 아미 (1942년)
- 싱 유어 워리스 어웨이 (1942년)
- 프라이오러티스 온 퍼레이드 (1942년)
- 파나마 해티 (1942년)
- 마이 페이버릿 브론드 (1942년)
- 팜 비치 스토리 (1942년)
- 나이스 걸 (1941년)
- 리듬 온 더 리버 (1940년)
- 그들은 밤에 달린다 (1940년)
- 뱅크 딕 (1940년)
- 분노의 포도 (1940년)
- 럭키 파트너 (1940년)
- 더 스타 메이커 (1939년)
- 포효하는 20년대 (1939년)
- 룸 서비스 (1938년)
- 잠수함 D-1 (1937년)
- 더 그레이트 오맬리 (1937년)
- 워킹 온 에어 (1936년)
- 쇼 보트 (1936년)
- 365 나이츠 인 헐리우드 (1934년)
- 사막의 아들 (1933년)
- 아침의 영광 (1933년)
- 핫 에어리스 (1931년)
- 넘버드 멘 (1930년)